# BBC World News
BBC World News är en kommersiell internationell nyhetskanal som ägs av det brittiska public service-bolaget BBC. Kanalen riktar sig till alla länder utom Storbritannien och sänds på ett flertal satelliter över världen. Huvudkonkurrenten är CNN International som fortfarande når betydligt fler hushåll. BBC World News är en del av BBC:s kommersiella verksamhet utanför Storbritannien som syftar till att ge intäkter för att hjälpa till att finansiera public service-verksamheten i Storbritannien. Andra kanaler i den kommersiella armen BBC Worldwide är BBC Entertainment, BBC Lifestyle, BBC Knowledge, och BBC HD. Kanalen sänder sedan den 13 januari 2009 i formatet 16:9.

## Olika kanaler

Logotyp från 2008 till 2019

Till Storbritannien sänder BBC en annan nyhetskanal, utan reklam, under namnet BBC News som finansieras genom tv-licensen. Nyhetsvärderingen där skiljer sig dock markant från BBC World News som riktar sig till tittare i länder utanför Storbritannien och ingår i BBC:s kommersiella del BBC Worldwide. Den kommersiella delen saknar public service-skyldigheter. Verksamheten sker helt och hållet på kommersiella grunder och inga bidrag kommer från den brittiska tv-licensen. Andra kanaler i denna kategori är BBC Lifestyle, BBC Entertainment, BBC Knowladge, BBC HD och UKTV. Den sistnämnda sänder ett antal reklamkanaler inom Storbritannien på Sky-plattformen.

## Historia

Logotyp från 2019 till 2022

Föregångarna till BBC World News var BBC TV Europe och BBC World Service. Den förstnämnda sände från 1987 till 1991 till tittare över hela Europa via satellit och kabel. Kanalen samsände en blandning av program från BBC One och BBC Two och varvade dessa med reklamavbrott. Samma program som visades i Storbritannien sändes alltså till tittarna i Europa. BBC TV Europe fungerade på samma sätt som svenska SVT Europa idag samsänder program från SVT1 och SVT2 till tittare utanför Sveriges gränser. Samtliga av BBC:s nationella nyhetsprogram kunde ses i kanalen. Även de lokala London-nyheterna visades flera gånger varje dag.
BBC TV Europe ersattes 1991 av kanalen BBC World Service Television. Programpolicyn förändrades helt eftersom brittiska politiker beslutat att licenspengar enbart skulle få gå till BBC:s inhemsa verksamhet. Samsändningarna med BBC One och BBC Two upphörde och ersattes av repriser av gamla serier. 1995 lades kanalen ner och ersattes med nyhetskanalen BBC World och underhållningskanalen BBC Prime. BBC Prime blev en best of-kanal som visade godbitar från BBC:s arkiv.

## Rundturer och inspelningar med publik

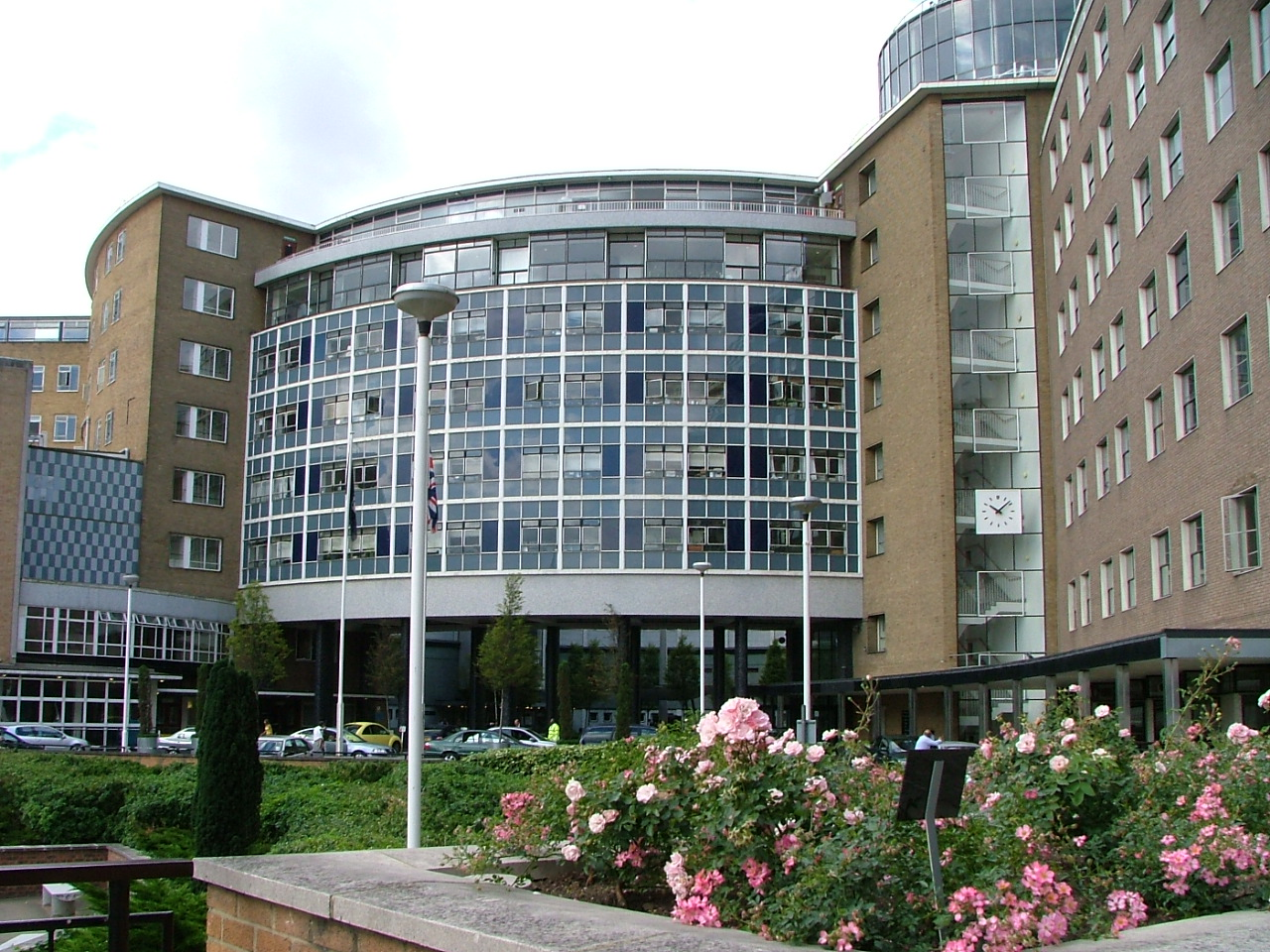
BBC Television Centre i White City, västra London med bland annat Europas största tv-studio

BBC erbjuder mot en biljettkostnad guidade rundturer på de flesta av sina mediahus runt omkring i Storbritannien. I London går det att få guidade turer i både Broadcasting House på Portland Place / Regent Street vid Oxford Circus, där radio- och tv-kanalerna har sin bas samt i Television Centre i White City, västra London, där många av tv-programmen producerats. I Broadcasting House finns nyhetsredaktionerna som ligger bakom både BBC:s inhemska nyhetssändningar i BBC One, sändningarna i BBC News och den internationella kommersiella nyhetskanalen BBC World News. Det går även att få biljetter till många av BBC:s tv-produktioner med publik som i de flesta av fallen är gratis. Det ska dock poängteras att trycket på biljetterna i många fall kan vara mycket stort och att biljetterna till de allra största programmen kan vara svåra att komma åt. BBC Shows and Tours

## Mottagning
Kanalen är okodad och sänds på flera satelliter över Sverige, Europa och övriga världen. Vill man se på kanalen på annat sätt än via satellit krävs dock ett abonnemang. Att abonnera på BBC World News går i Sverige om man har digital-TV från Boxer eller kabel-TV-operatörerna Com Hem, Tele2 med flera. Via parabol kan man även ta att abonnemang på ett paket från Canal Digital för att få tillgång till kanalen. I detta fall sänds kanalen på satelliten Thor.
BBC:s inhemska public service-kanaler, BBC One, BBC Two, BBC Three, BBC Four, inhemska nyhetskanalen BBC News, CBBC, CBeebies, BBC Parlament och den inhemska versionen av BBC HD är officiellt inte tillgängliga i Sverige. Trots detta är det på flera platser i Sverige möjligt att ta emot de digitala sändningarna från satelliten Astra 2D om man har en tillräckligt stor parabolantenn. Programkort eller abonnemang krävs inte då sändningarna är okodade. I Stockholmsområdet räcker det med en 120 cm stor parabol för att kunna ta emot sändningarna.